# Samuel der Bekenner
Samuel der Bekenner (* 597 in Dakluba; † 695) ist ein Heiliger der koptischen Kirche, welcher als Bekenner verehrt wird.
Er gründete das Kloster des hl. Samuel des Bekenners in Qalamoun.
Die sog. Apokalypse des Samuel wird ihm gelegentlich zugeschrieben. Der Text ist aber erst in späterer Zeit entstanden. Die Angaben variieren zwischen dem 8. Jahrhundert und der Fatimidenzeit.